# Medinilla magnifica
Bảo liên hoa (danh pháp hai phần: Medinilla magnifica) là một loài thực vật trong chi Medinilla bản địa Philippines. Trong tiếng Anh nó được gọi là phong lan Mã Lai dù nó không thuộc họ Phong lan. Loài này phân bố ở các khu vực Luzon, Mindanao, Mindoro, Negros và Panay. Loài mọc trong các khu rừng Dipterocarpaceae cao 300-500 mét, ở các khu rừng của các chân đồi ở 400 đến 1.000 mét hoặc trong vành đai rừng phủ đầy rêu với các đám mây với độ cao 1.400 m. Nó phát triển ở nơi đủ ánh sáng, nhưng chúng không được tiếp xúc với ánh sáng mặt trời trực tiếp, và độ ẩm không bao giờ giảm xuống dưới 50%.

## Hình ảnh

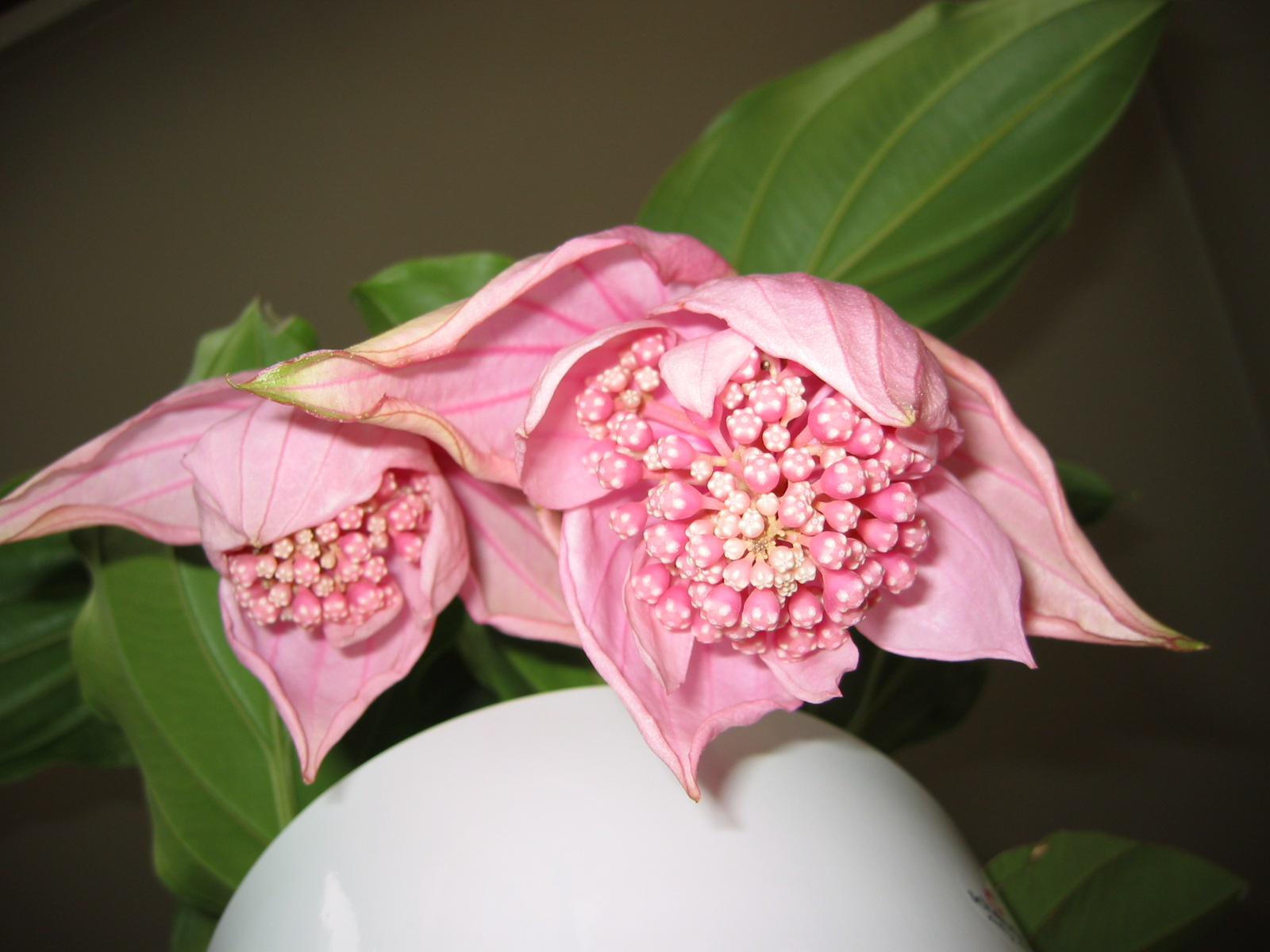
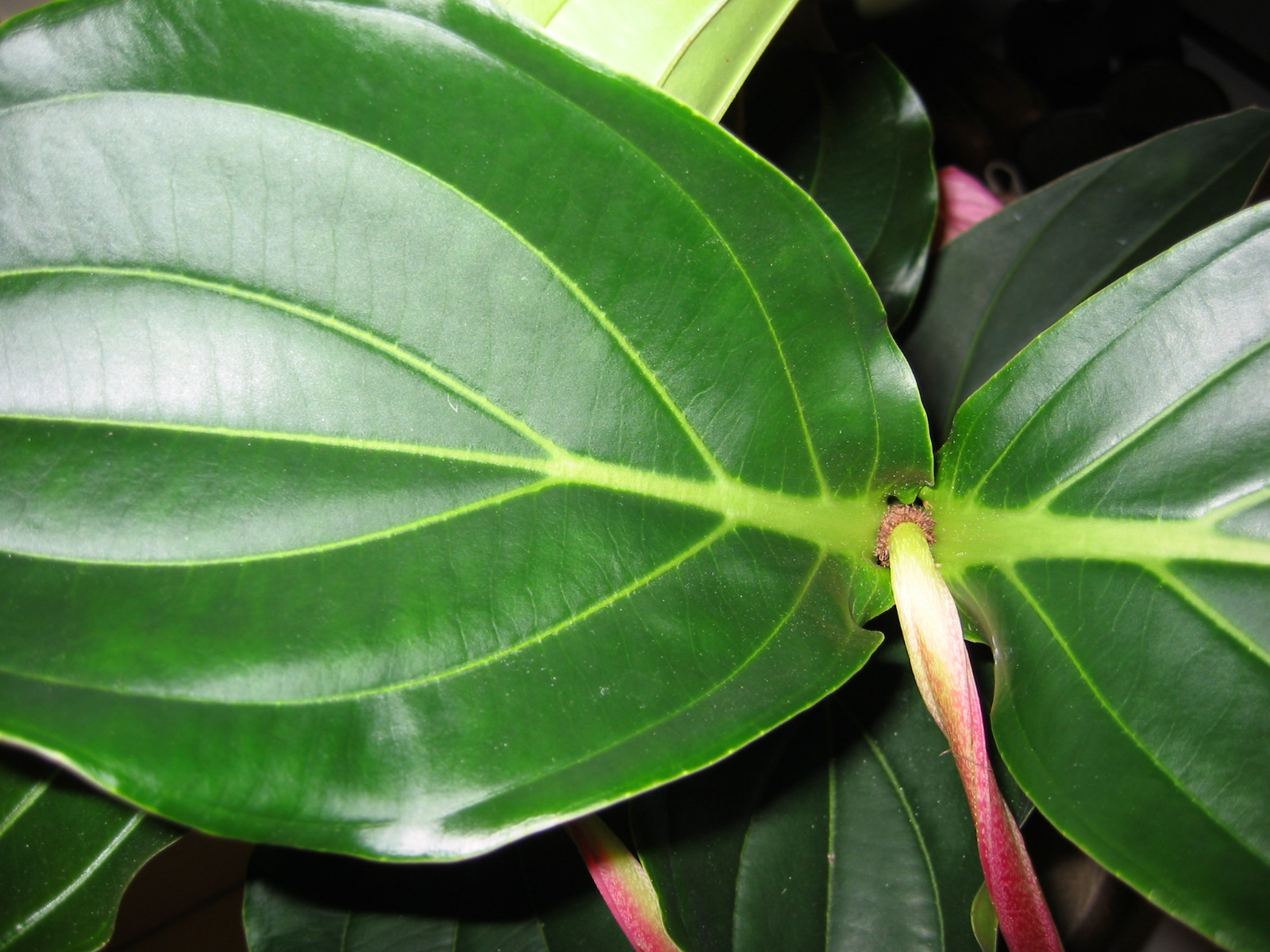
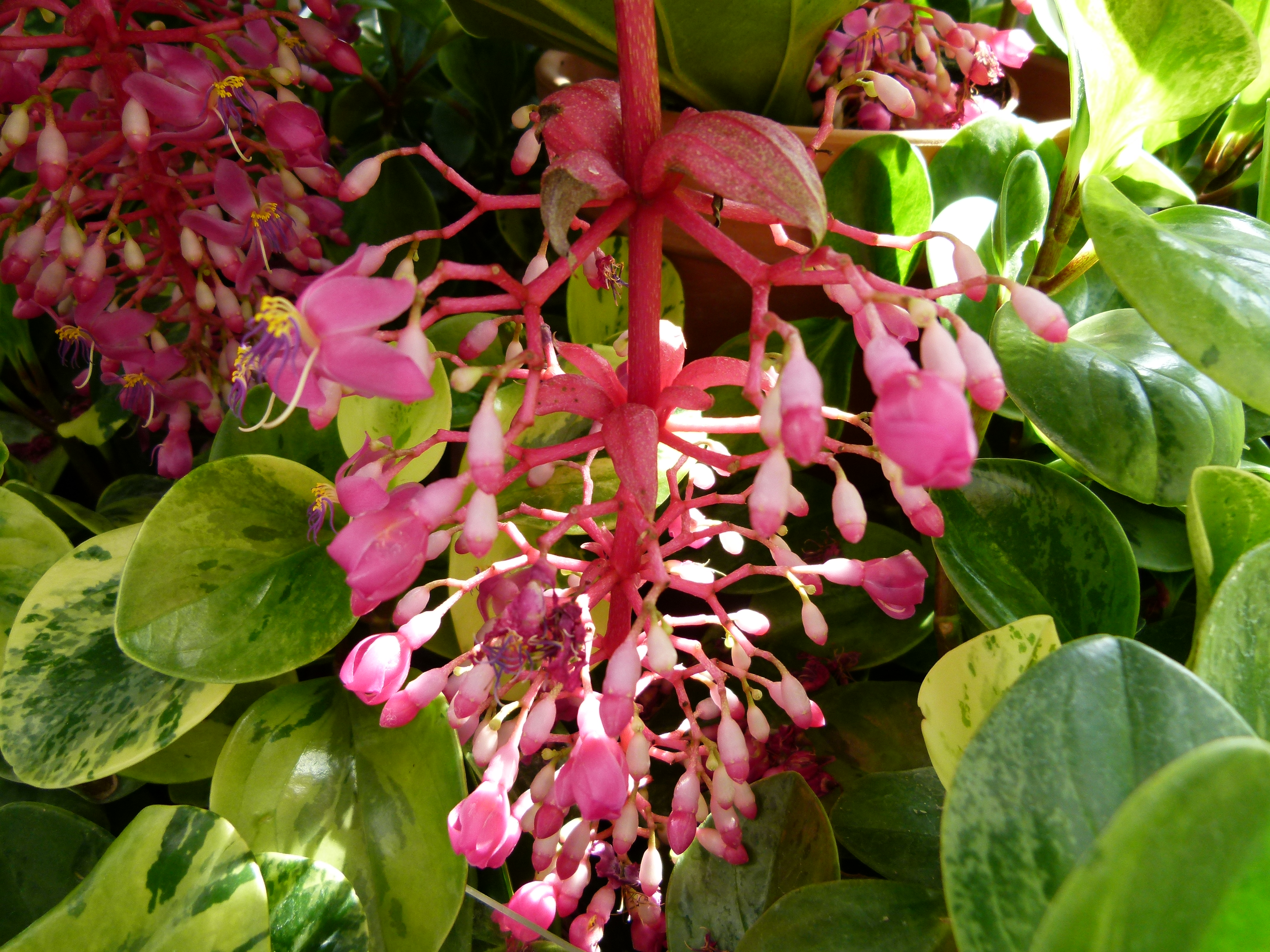
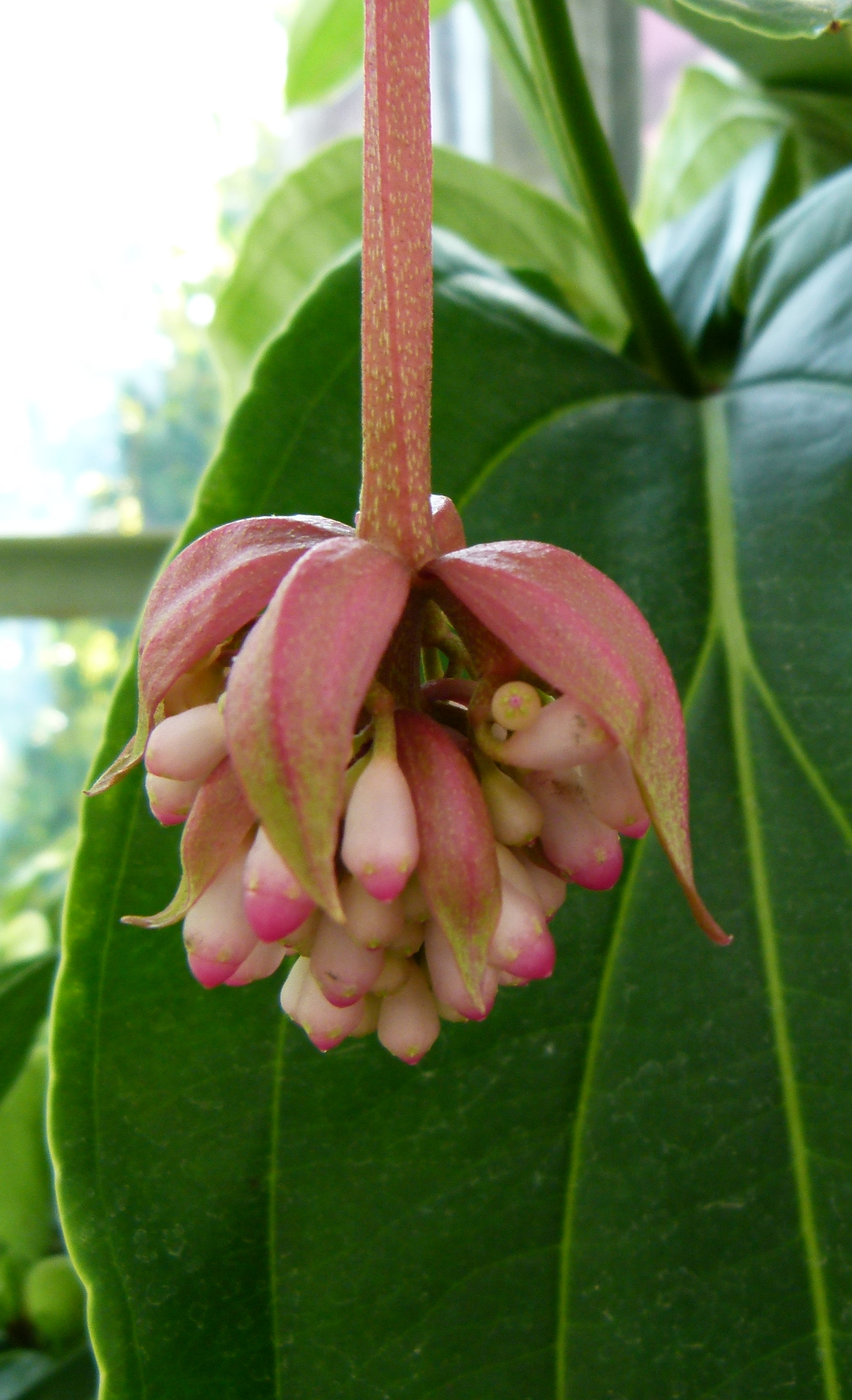